# The Message (film 1918)
The Message è un cortometraggio muto del 1918 diretto e interpretato da Henry Edwards.

## Produzione
Il film fu prodotto dalla Hepworth.

## Distribuzione
Distribuito dal Ministry of Information, il film - un cortometraggio di 45,72 metri - uscì nelle sale cinematografiche britanniche nel luglio 1918.
Si pensa che sia andato distrutto nel 1924 insieme a gran parte degli altri film della Hepworth. Il produttore, in gravissime difficoltà finanziarie, pensò in questo modo di poter almeno recuperare l'argento dal nitrato delle pellicole.